# Anaulacomera erinifolia
Anaulacomera erinifolia är en insektsart som först beskrevs av Henri Saussure 1859.  Anaulacomera erinifolia ingår i släktet Anaulacomera och familjen vårtbitare. Inga underarter finns listade i Catalogue of Life.